# Kanialec czubaty
Kanialec czubaty (Lophoictinia isura) – gatunek dużego ptaka drapieżnego z rodziny jastrzębiowatych (Accipitridae). Występuje w Australii i jest endemitem.

## Taksonomia
Gatunek po raz pierwszy opisał w 1838 roku angielski przyrodnik i przedsiębiorca John Gould, nadając mu nazwę Milvus isurus. Holotyp według Goulda pochodził z Australii; Gregory Mathews w 1911 roku ograniczył miejsce typowe do Nowej Południowej Walii. Obecnie (2020) kanialec czubaty umieszczany jest w rodzaju Lophoictinia, którego jest jedynym przedstawicielem. Nie wyróżnia się podgatunków.
Etymologia
- Lophoictinia: gr. λοφος lophos „czub, grzebień”; rodzaj Ictinia Vieillot, 1816, (kanialuk). Kanialec czubaty ma na potylicy krótki czub[9].
- isura: ισος isos „równy”; -ουρος -ouros „-ogonowy”, od ουρα oura „ogon”[10].

## Zasięg występowania
Gniazduje głównie we wschodniej i południowo-zachodniej Australii. Poza sezonem lęgowym występuje także na północy kontynentu; bardzo rzadki w środkowej Australii.

## Morfologia
Długość ciała 50–56 cm, rozpiętość skrzydeł 131–146 cm; masa ciała 501–680 g.

## Ekologia i zachowanie
Środowisko
Zwykle występuje w lasach przybrzeżnych oraz lasach umiarkowanych i tropikalnych, często spotykany w pobliżu zadrzewionych cieków wodnych. W suchszych rejonach Nowej Południowej Walii był obserwowany w bardziej skalistych siedliskach z trawami, zaroślami akacji i niskim lasem eukaliptusowym. Rzadko występuje na terenach otwartych, nie występuje na bezwodnej pustyni.
Pożywienie
Żywi się głównie jajami i pisklętami ptaków, ale także osobnikami dorosłymi, zwłaszcza miodojadami i innymi gatunkami wróblowych gniazdującymi w listowiu drzew. Zjada również owady, gady, żaby drzewne, rzadko małe ssaki, jednak nie żywi się padliną.
Rozród
Pary gniazdują samotnie. Gniazdo to platforma z patyków wyłożona liśćmi i umieszczona 8–34 m nad ziemią w rozwidleniu żywego drzewa znajdującego się w lesie lub na obszarze zadrzewionym. W lęgu 2 lub 3 jaja, zwykle 3. Okres inkubacji wynosi prawdopodobnie około 40 dni, pisklęta stają się opierzone po około 59–65 dniach od wyklucia. Osobniki młodociane są zależne od rodziców przez około jeden do dwóch miesięcy po opierzeniu się.

## Status
Międzynarodowa Unia Ochrony Przyrody (IUCN) od 2000 roku uznaje kanialca czubatego za gatunek najmniejszej troski (LC – least concern); wcześniej – od 1994 roku miał on status gatunku narażonego (VU – vulnerable), a od 1988 roku – gatunku najmniejszej troski. W 2018 opisywany był jako gatunek rzadki. Trend liczebności populacji uznaje się za spadkowy.